# Garantía federal
Garantía federal es, en el campo del derecho constitucional, la seguridad de protección que un órgano de gobierno federado debe otorgar a las entidades federativas -Estados, Provincias, Autonomías regionales o subnacionales-, para asegurar en éstas la forma republicana de gobierno e intervenir en su defensa ante invasión exterior; sostener o restablecer a sus autoridades en caso de hostilidades de hecho o actos de guerra civil, o si hubieran sido depuestas por sedición o invasión respectivamente.

## Orígenes
La Constitución de los Estados Unidos de América estableció la Cláusula de Garantía Federal en el Artículo 4º, Sección IV: "Los Estados Unidos garantizarán a cada estado de esta Unión una forma republicana de gobierno y protegerán a cada uno de ellos contra toda invasión; y a pedido de la legislatura o del Ejecutivo, cuando la legislatura no pueda ser convocada, contra la violencia doméstica".
La interpretación de la cláusula de Garantía se fijó a través de una ley del Congreso y una Fallo de la Corte Suprema de Justicia. En 1795 una ley del Congreso autorizó al presidente para usar las fuerzas armadas "en caso de insurrección en cualquier estado". Esta ley atribuyó al presidente la faculta del presidente para determinar si se interviene o no el conflicto interno. Luego, en el caso de Luther v. Borden, el Tribunal Supremo consideró que correspondía al Presidente y al Congreso hacer cumplir la cláusula de Garantía y que, como una cuestión esencialmente política, estaba fuera del ámbito de competencia de la Corte. Eran los poderes ejecutivo y legislativo, quienes debían señalar "los medios adecuados que deben adoptarse para cumplir con esta garantía".
Luego de que la Corte Suprema declarara inconstitucional la Segregación racial en las escuelas públicas en 1954 -Brown v. Board of Education-, el máximo tribunal constitucional ordenó a todos los distritos escolares integrarse. A pesar de las esperanzas de los afroamericanos que deseaban la pronta resolución del proceso, el Departamento de Justicia y los fiscales de los estados sureños presionaron para retardar lo más posible la integración, por el temor a las consecuencias que acarrearía. No su puso fecha límite para culminarla y los pasos para llevarla a cabo quedaron en manos de las autoridades escolares y jueces locales.
En Arkansas la crisis llegó a un nuevo nivel cuando la administración estatal retó abiertamente las disposiciones federales. La orden federal de integrar las aulas llegó hasta la preparatoria pública de Little Rock, capital del estado, donde nueve adolescentes afroamericanos, de entre 14 y 16 años, fueron seleccionados para iniciar el proceso en 1957. Sin embargo, cuando los estudiantes afroamericanos trataron de ingresar al plantel, el 4 de septiembre, fueron rechazados por la Guardia Nacional del estado, que obedeciendo órdenes del gobernador Orval Faubus, acordonaron las instalaciones con el fin de impedir el acceso a los nueve alumnos de color. Los jóvenes afroamericanos se enfrentaron además a una muchedumbre que clamaba que los lincharan. 
El presidente Dwight Eisenhower denunció los hechos y, ante la falta de rectificación en la conducta de las autoridades locales, procedió a federalizar la Guardia Nacional de Arkansas, por lo que mandó un contingente de 1 000 elementos de la División Aérea 101 a Little Rock. A la mañana del 25 de septiembre, armados con bayonetas, las fuerzas armadas dispersaron a la multitud y escoltaron a los nueve alumnos afroamericanos a sus aulas. Una vez logrado este objetivo, Eisenhower sustituyó las fuerzas armadas por miembros de la Guardia Nacional de Arkansas federalizados, los que continuaron patrullando el plantel escolar durante varios meses..
Por su parte, la Constitución de México de 1824, antes de su supresión en 1857, estableció la cláusula en su artículo 122.º:
1. los poderes de la Unión tienen la obligación de proteger a las entidades federativas contra toda invasión o violencia exterior;
2. la misma protección les otorgará la Federación en los casos de sublevación o conflicto interior, si esta ayuda le es solicitada por la Legislatura local o por el Ejecutivo cuando el Congreso del estado no se encuentre reunido.

En 1965 las autoridades del Estado de Chihuahua solicitaron la ayuda del gobierno federal con motivo del asalto al cuartel militar del ejército mexicano en la ciudad de Madera, el 23 de septiembre, por parte de un grupo guerrillero y revolucionario comandado por Arturo Gámiz García y Pablo Gómez Ramírez.
La Constitución de la Nación Argentina consagra la Garantía federal en el Artículo 5º -conforme al texto reformado de 1860-: "Cada provincia dictará para sí una Constitución bajo el sistema representativo republicano, de acuerdo con los principios, declaraciones y garantías de la Constitución Nacional; y que asegure su administración de justicia, su régimen municipal, y la educación primaria. Bajo de estas condiciones, el Gobierno federal, garante a cada provincia el goce y ejercicio de sus instituciones".
La instrumentación de la garantía, opera a través del mecanismo de Intervención federal establecido en el Artículo 6º: "El Gobierno federal interviene en el territorio de las provincias para garantir la forma republicana de gobierno, o repeler invasiones exteriores, y a requisición de sus autoridades constituidas para sostenerlas o reestablecerlas, si hubiesen sido depuestas por la sedición, o por invasión de otra provincia".
- Datos: Q5875239